# گیل (ماساچوست)
گیل(به انگلیسی: Gill) شهرکی در شهرستان فرانکلین ایالت ماساچوست می‌باشد که در سال ۱۷۹۳ بنیان‌گذاری شده‌است. این شهرک در سرشماری سال ۲۰۱۰ میلادی، ۱٬۵۰۰ نفر جمعیت داشته‌است.

## نگارخانه

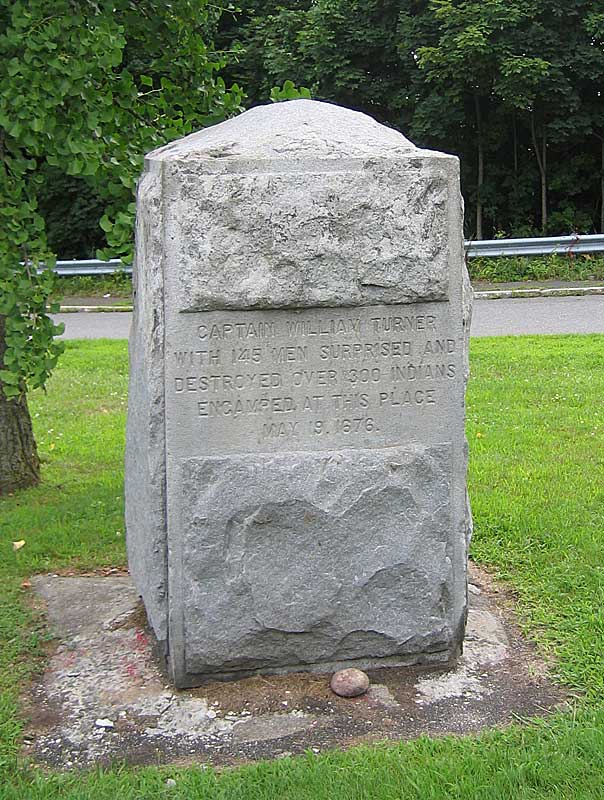
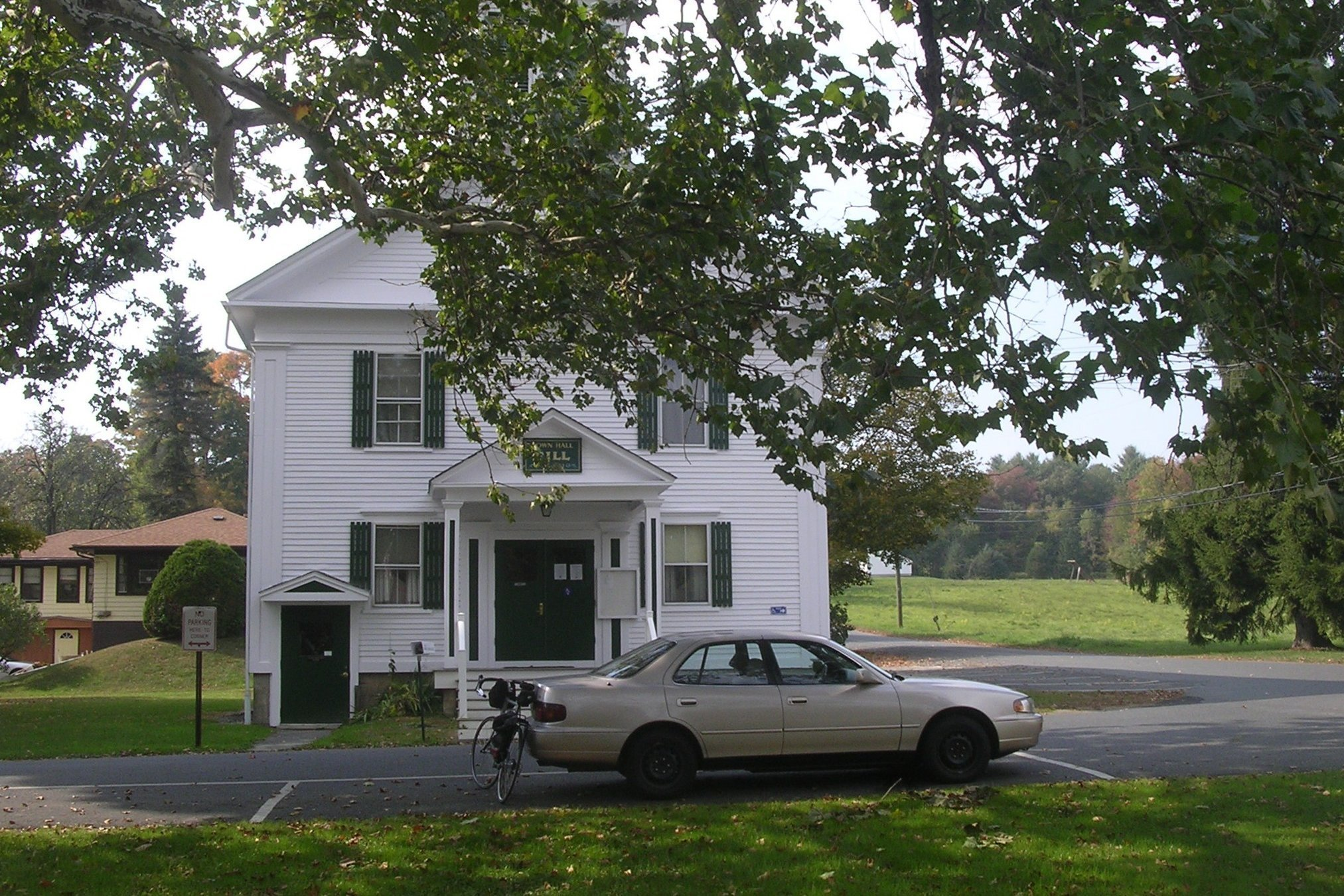